# Toggenburger Hausorgel

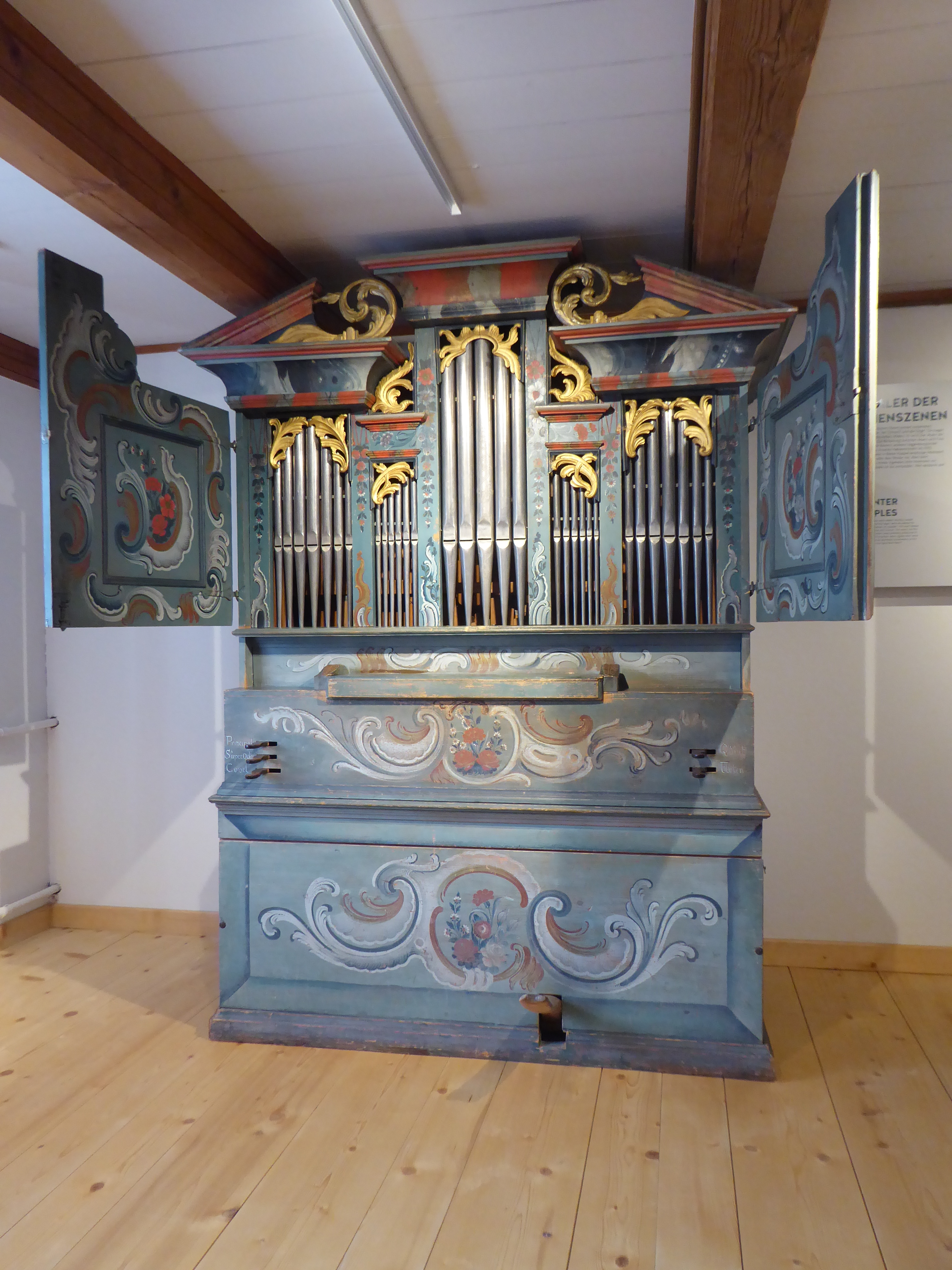
Toggenburger Hausorgel von Joseph Looser, Malerei vom Maler der Pärchenszenen (Zuschreibung), 1800

Toggenburger Hausorgeln sind Hausorgeln in der im Toggenburg typischen Ausbildungsform. Der Toggenburger Hausorgelbau umfasst mehr als 100 Instrumente mit Datierungen von 1754 bis 1821. Sie sind geschmückt mit Schnitzereien und bemalt mit floralen Ornamenten und Rocaillenwerk. Gespielt wurden die Toggenburger Hausorgeln zumeist von Frauen. Mit ihrem festlichen Klang unterstützten die Instrumente die pietistisch getönten Hausandachten.

## Vorläufer
In mehreren europäischen Ländern und besonders im Elsass, wo die Orgelbaukunst im grossen Stil ausgeübt wurde, entwickelten sich neben den Kirchenorgeln besonders im 17. und 18. Jahrhundert die für die Pflege der Hausmusik beliebten Hausorgeln. Die in der Regel mit Lippenpfeifen ausgestatteten, freistehenden Instrumente wurden Positive, Haus-, Zimmer- oder Stubenorgeln genannt.
In der Schweiz wurde der Instrumentenbau ursprünglich von Schreinern betrieben, bis sich um 1700 einzelne Spezialisten ausbildeten. Nachdem das Orgelspiel durch die Reformation aus der Kirche verbannt worden war, wurde es im Zürichbiet – wo der Orgelbau gut dokumentiert ist – von Musikgesellschaften gepflegt. Ab den 1640er Jahren sind dort mehrere Orgelbauer bekannt.

## Toggenburger Orgelbauer

### Wendelin Looser
Wendelin Loosers (* 14. April 1720 in Kappel, † 25. Februar 1790) Verdienst dürfte es sein, die Orgelbaukunst im Tal begründet zu haben. Er stammt aus dem im oberen Toggenburg sehr verbreiteten evangelischen Geschlecht Looser. Seine bekannten Orgeln datieren von 1754 bis 1781, doch hat er vermutlich schon vorher Orgeln gebaut.
Wo Wendelin Looser seine Kunst gelernt hat, ist nicht bekannt. Aufschluss könnte die Kenntnis der Herkunft der bei allen seinen Orgeln verwendeten Papier-Tastenblättchen geben, die die (Jahres-)Zahl 1710 tragen. Sie stammen vermutlich aus dem Vorrat seines Lehrmeisters.

### Joseph Looser

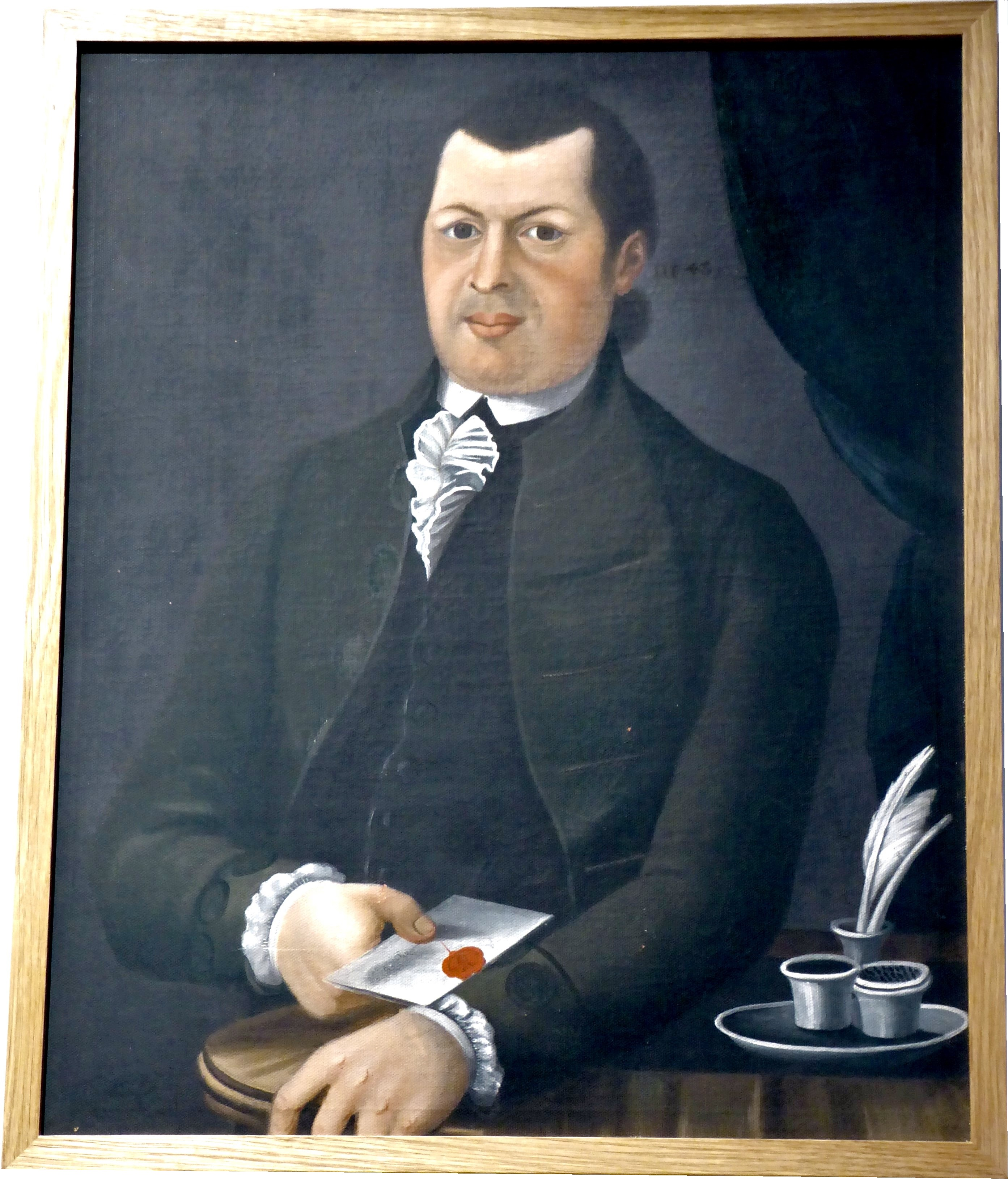
Joseph Looser Porträt von Michael Schmid 1793

Joseph Looser (* 26. Oktober 1749 in Kappel, † 7. März 1822) war Sohn des Orgelbauers Wendelin Looser. Er wurde von seinem Vater schon früh in den Orgelbau eingeführt und arbeitete an dessen letzten Werken mit. Aus Joseph Loosers Orgelbauwerkstatt gingen rund 50 Hausorgeln hervor. Joseph Looser bekleidete eine Reihe von Ämtern, unter anderen jenes des Gemeindeammanns.

### Johann Melchior Grob
Von Johann Melchoir oder Hans Melchior Grob (* 16. Januar 1754 im Hemberg) ist nur sehr wenig bekannt. Er verlegte seine Werkstatt vom Hemberg nach Ebnat, wo er das Bürgerrecht erwarb und am 8. Juli 1832 starb. Grob können (Stand 2019) in der Zeitspanne von 1781 bis 1813 die drei Kirchenorgeln in Gränichen, Lützelflüh und Payerne sowie vier Hausorgeln zugeordnet werden. Er verzichtete auf Flügeltüren und die in Blautönen gehaltenen ornamentalen Bemalungen. Die Gehäuseformen seiner Orgeln sind sehr unterschiedlich. Er scheint keinen Schematismen verfallen zu sein, wie sie sonst im Toggenburger Hausorgelbau zu finden sind.

### Ulrich Ammann

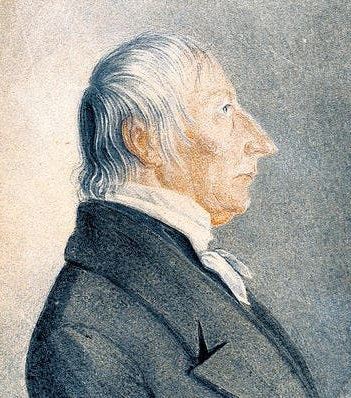
Ulrich Ammann

Ulrich Ammann (* 13. Februar 1766 in Alt St. Johann, † 27. April 1842) hatte als Orgelbauer nur geringe Bedeutung. Nachdem er von Johann Melchior Grob als Lehrling abgewiesen worden war, baute er in vierjähriger Arbeit 1780 bis 1784 selbst eine Hausorgel, die sein einziges Werk blieb. Ulrich Ammann wurde später durch seine «Stock-Flöten» und «Stock-Klarinetten» berühmt, die als Bergstock verwendbar in der napoleonischen Zeit durch französische Offiziere bekannt wurden und als Kuriositäten geschätzt waren. Testamentarisch bedachte er die Sekundarschule Nesslau und der Primarschule Unterwasser mit Legaten.

### Heinrich Ammann
Heinrich Ammann (* 18. September 1763 in Wildhaus) baute einige Hausorgeln. Neben der Orgel im Toggenburger Museum ist je eine in der Kapelle von Obermutten, in der Kirche von Tschiertschen und im Museum Ackerhus in Ebnat-Kappel bekannt. Ammann war 1814 als Schreinermeister in Wildhaus nachweisbar. Später zog er nach Grabs, wo er am 2. Januar 1836 starb.

## Konstruktion
Die Toggenburger Hausorgeln sind im Wesentlichen nach einem einheitlichen Schema angefertigt. Es sind verhältnismässig einfache Positive, bei deren Bau die geringe Höhe der Wohnräume berücksichtigt werden musste. Im meist aus Tannenholz gefertigten Orgelgehäuse befindet sich unten das Gebläse und darüber der Windkasten mit der Schleiflade. Diese ist ein Holzrahmen, der in so viele Kammern geteilt ist wie Tasten vorhanden sind. Das ganze Gehäuse ist ähnlich wie die Schränke und Truhen der damaligen Zeit mit Ornamenten bemalt.
In der Mitte vor der Organistin ist das Manual, das mit einem Schiebedeckel verschlossen wird. Es erstreckt sich über vier Oktaven und besteht aus 49 Tasten. Oben geben die Flügeltüren nach dem Öffnen den Blick auf den Prospekt frei, der aus den in der Grösse nach in verschiedener Weise geordneten Metallpfeifen besteht. Die der Tonleiter aufeinander folgenden Pfeifen sind, wie im Orgelbau allgemein üblich, um ein Mitklingen zu vermeiden abwechslungsweise rechts und links angeordnet (sog. C- und Cis-Seite).

## Klang
Die Labialpfeifen sind offene und gedeckte Holzpfeifen und offene Metallpfeifen. Die Toggenburger Hausorgeln sind mit zwei bis acht Registern ausgestattet. 
Bei Anwendung aller Register zeigen Toggenburger Hausorgeln einen raumfüllenden, warmen Klang. Sie sind somit nicht nur historisch bedeutsame, sondern auch musikalisch wertvolle Instrumente und eignen sich vor allem zum Vortrag von Orgelkompositionen der älteren (deutschen) Meister bis zu Johann Sebastian Bach.

## Verbreitung
Im Toggenburg handelt es sich um einen räumlich und zeitlich begrenzten Ableger der Orgelbaukunst, die durch zwei Generationen gepflegt wurde. Diese Entwicklung war durch einen besonderen Umstand bedingt, den Pietismus. Er war eine Strömung, die im 17. Jahrhundert innerhalb des Protestantismus entstand und im Toggenburg recht weite Verbreitung fand. Der pietistische Glaube entzündete sich mehr in der persönlichen Erweckung als in wissenschaftlicher Gelehrsamkeit. Damit konnte der Hausvater des Predigens so würdig sein wie ein gebildeter Theologe. Mit den Firstkammern in den Toggenburger Häusern bot sich ein idealer Raum für Versammlungen, die man im Schatten der eigenen Kirche abhielt.
Die Käufer der von einheimischen Kunsthandwerkern hergestellten Hausorgeln, evangelische Familien im paritätischen Toggenburg, stellten die Instrumente in der Firstkammer auf und nutzten sie zur Pflege geistlicher und weltlicher Musik in den Feierstunden. Dies geschah während einer um die Mitte des 18. Jahrhunderts einsetzenden Periode durch die aufblühende Heimindustrie herbeigeführten Wohlstandes.
Zum grössten Teil wurden die Toggenburger Hausorgeln in das Ober- und Neutoggenburg geliefert. Ähnliche Instrumente kommen vereinzelt auch anderorts vor, z. B. in der übrigen Ostschweiz, im Wallis, in Sumiswald oder im Elsass.
Nicht aufrechterhalten lässt sich die These, dass sich die Hausorgel im Toggenburg verbreitet hätte zur Umgehung des Zwinglischen Verbots der Kirchenmusik. Noch im 17. Jahrhundert war in keiner reformierten Kirche der Ostschweiz gottesdienstliche Musik zu hören. Nach etwa 1750 – im Vergleich zur Nachbarschaft sehr früh – ist die Orgel allmählich in die Toggenburger Kirchen zurückgekehrt. Die erste bekannte Toggenburger Hausorgel stammt aus dem Jahr 1754. Die Blütezeit der Hausorgeln fällt in das letzte Drittel des Jahrhunderts und dauerte bis kurz nach 1810. Zu dieser Zeit waren in Kappel, Krummenau, Nesslau und seit 1788 in Alt St. Johann bereits Kirchenorgeln vorhanden.

## Tonaufnahmen (Auswahl)
- Toggenburger Hausorgeln gespielt von Hans Vollenweider. PELCA, Musikverlag zum Pelikan, Zürich.

## Weitere Bilder

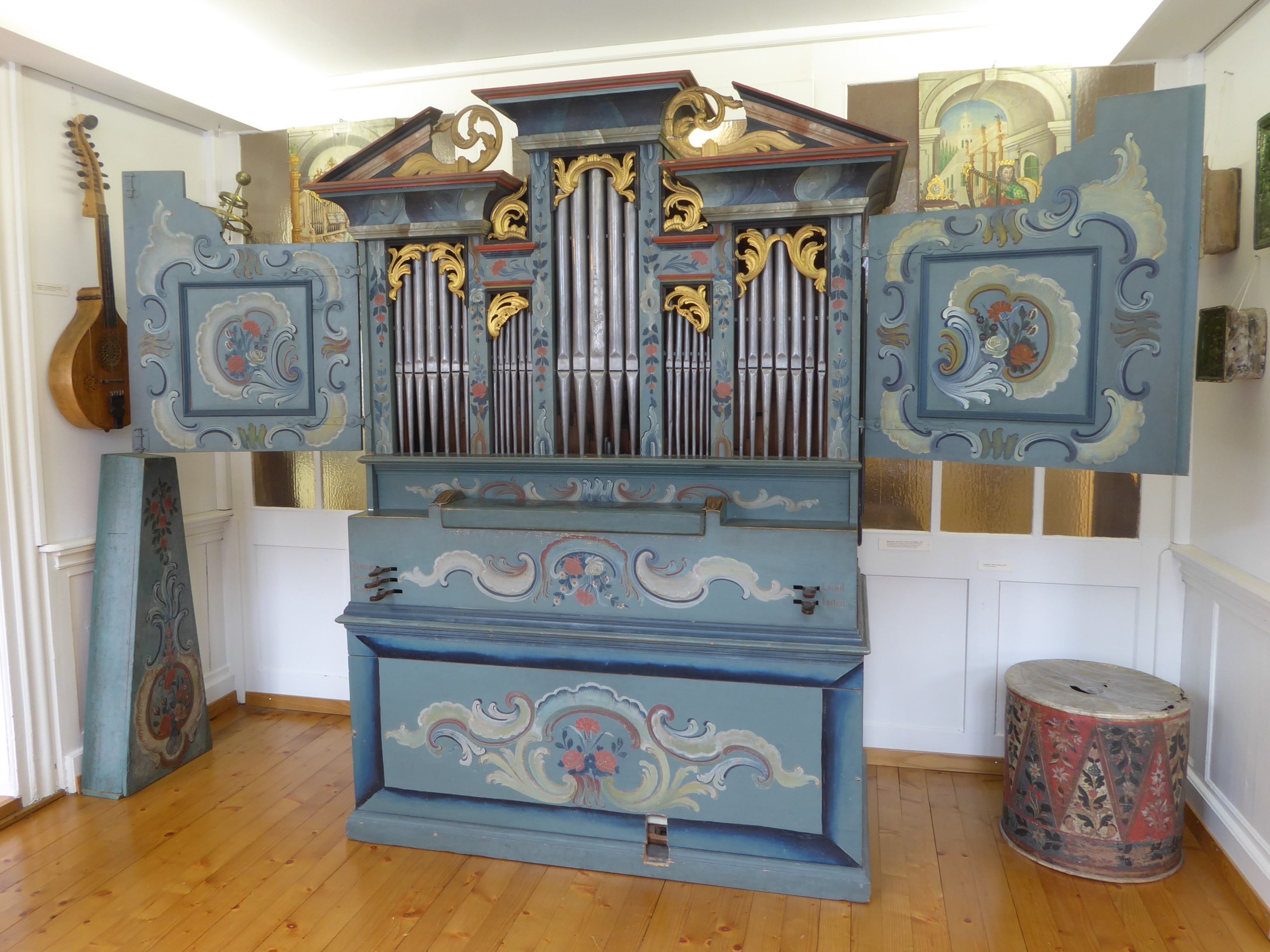
Hausorgel von Joseph Looser, 1793. Sie besitzt 5 Register und entspricht in der Bemalung den üblichen von Looser hergestellten Orgeln.
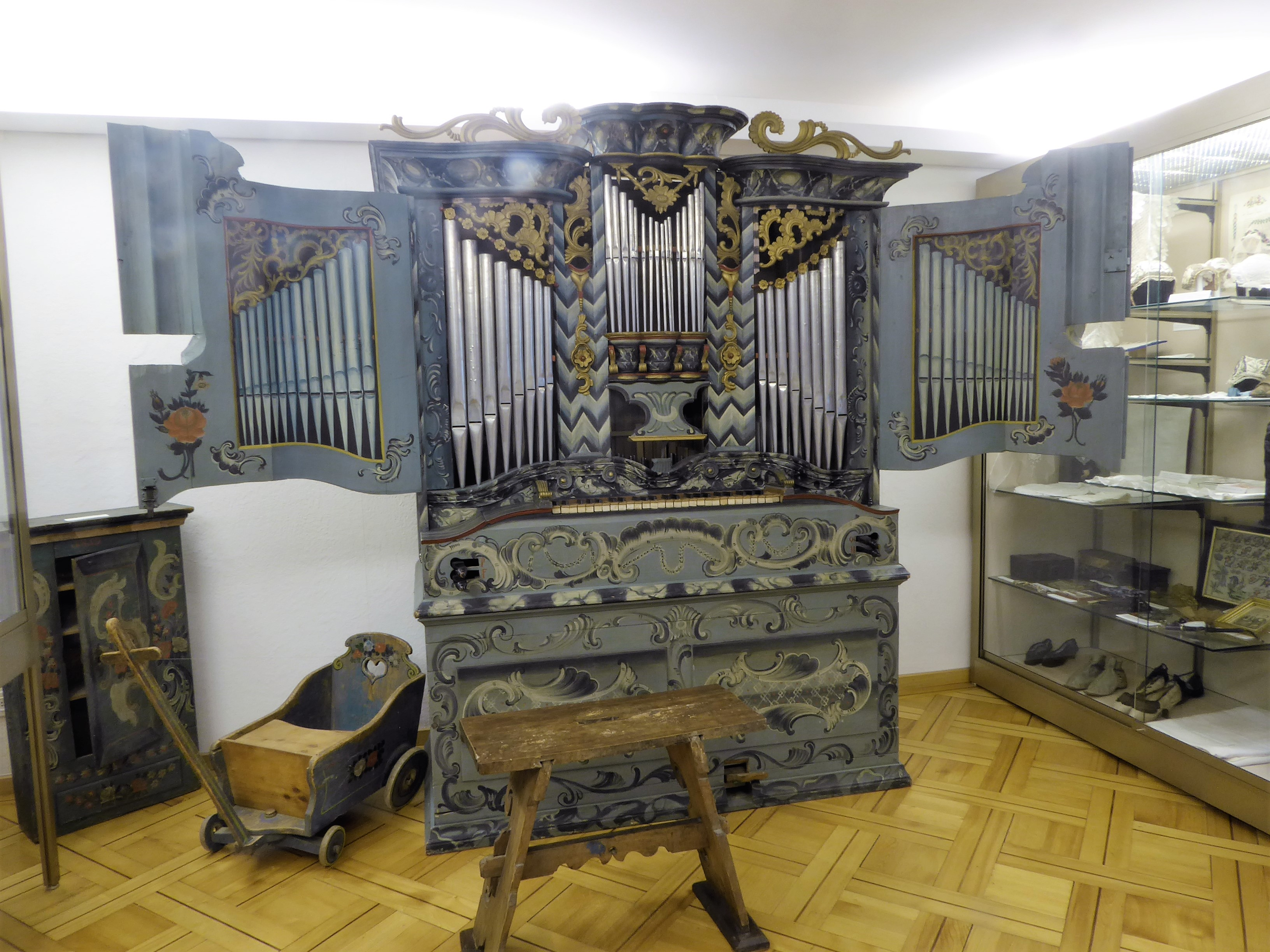
Orgel mit 4 Registern und 3 Feldern im Prospekt von Heinrich Ammann, um 1800
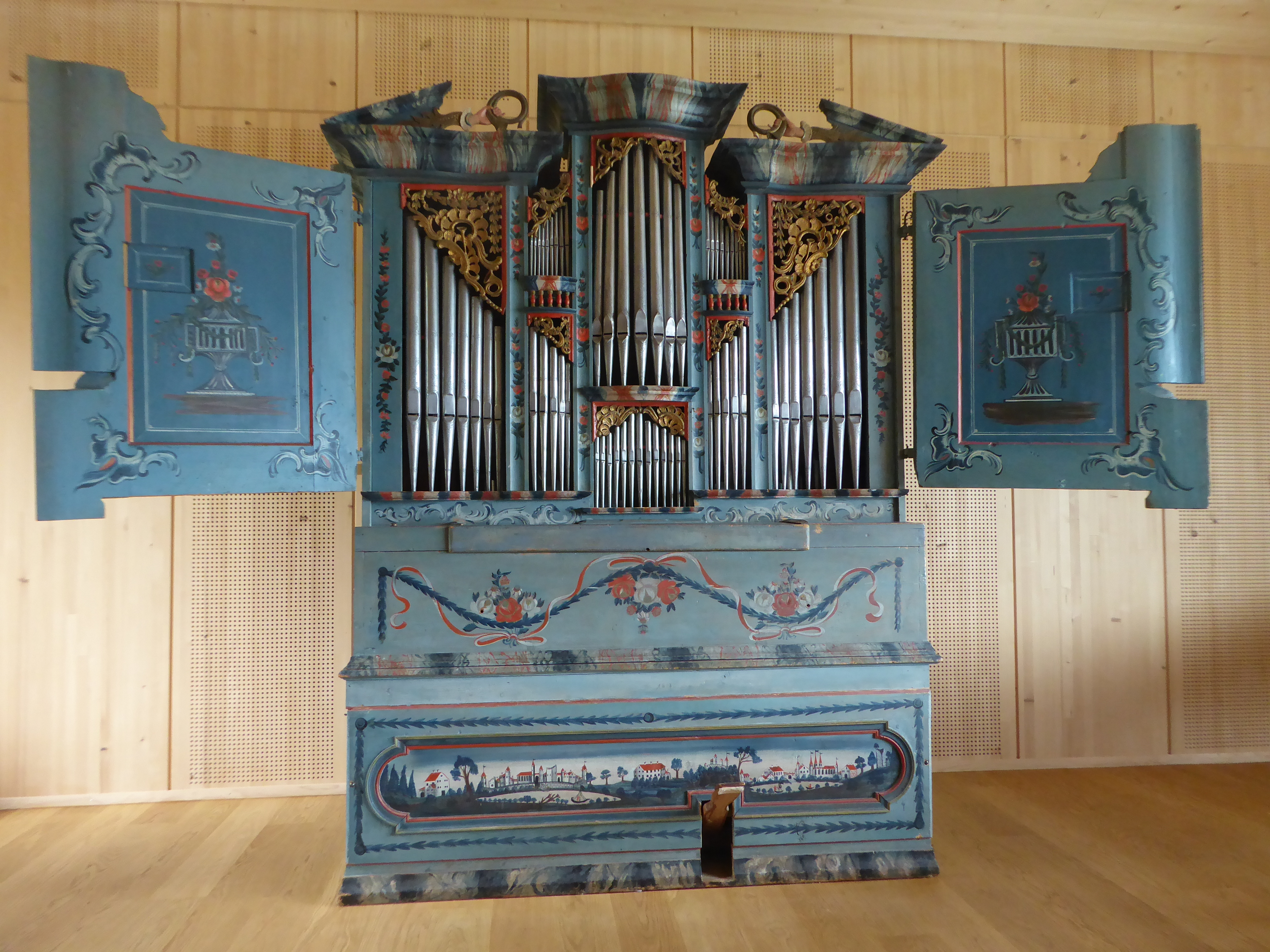
Hausorgel von Heinrich Ammann, 1807